# 꽃선자의 마법향기론
꽃선자의 마법향기론(일본어: 花仙子之魔法香対論)은 마법소녀, 요정 애니메이션으로 꽃을 배경으로 하는 도에이 애니메이션이다. 

## 줄거리
수제 향수 스튜디오에서 견습생을 하는 소녀 루미는 퇴근길 검은 안개가 덮치던 중 플라워누 별의 사자라고 자칭하는 검은 고양이의 인도로 조상이 남긴 골동품인 꽃의 열쇠의 힘을 일깨움으로써 꽃의 아이로 변신했다.
일곱 가지 색의 꽃이 암흑 마법에 빠져 말라죽고, 일곱 장의 꽃잎이 꽃도읍 곳곳에 흩어져 이상 현상을 이끌어 내며 사람들의 마음을 갉아먹는다. 꽃의 수도를 지키기 위해 꽃아이의 혈통을 잇는 루미는 꽃잎을 정화하고 모으는 사명을 맡아 꽃향기의 마법으로 사람들의 마음의 어둠을 털어내고 마법소녀로서의 성장의 여행을 시작한다.
그러나, 이 모험의 여행중, 루미는 또 한명의 수수께끼의 꽃의 아이에게 공격당해, 자신의 곁에 있는 검은 고양이도 생각지도 못한 정체가 있는 것을 발견했다…….

## 특징
속편으로 구성된 만큼 원작 그대로를 인용하는 것이 아닌 작중 설정 중 룬룬과 토게니시아 설정을 모티브로 하며, 이를 바탕으로 새로운 스토리로 제작된다.

## 등장 인물

### 주연(루미 일행)
- 루미 : 본작의 주인공. 꽃의 도시에 사는 평범한 고등학생. ■

- 플라워누 별의 사자 : 검은 고양이처럼 생긴 루미의 파트너. ■

- 스프링 플로라 : 프랑스 출신. 루미의 조수이자 전작의 주인공인 룬룬 플라워와 세르쥬 플로라의 딸인 장녀의 봄 요정. ■

- 서머 플로라 : 프랑스 출신. 루미의 조수이자 전작의 주인공인 룬룬 플라워와 세르쥬 플로라의 딸인 차녀의 여름 요정. ■

- 오텀 플로라 : 프랑스 출신. 루미의 조수이자 전작의 주인공인 룬룬 플라워와 세르쥬 플로라의 딸인 삼녀의 가을 요정. ■

- 윈터 플로라 : 프랑스 출신. 루미의 조수이자 전작의 주인공인 룬룬 플라워와 세르쥬 플로라의 딸인 사녀의 겨울 요정. ■

- 리틀 플로라 : 프랑스 출신. 루미의 조수이자 전작의 주인공인 룬룬 플라워와 세르쥬 플로라의 딸인 막내의 작은 요정. 스프링 플로라, 서머 플로라, 오텀 플로라, 윈터 플로라의 여동생이자 파트너. ■

### 조력자
- 캬토 & 누보 : 플라워누 별의 출신. 요정의 본래 모습 상태이자 루미 일행의 조력자. ■■

- 플라워누 별의 대관식 : 플라워누 별의 출신. 세르쥬 플로라의 남동생이자 스프링 플로라, 서머 플로라, 오텀 플로라, 윈터 플로라, 리틀 플로라의 삼촌. ■

### 조연
- 루미의 친구

### 루미 일행들의 가족
- 룬룬 플라워 : 전작의 주인공. 30년이 지난 꽃선자의 마법향기론 시점에서 룬룬은 스프링 플로라, 서머 플로라, 오텀 플로라, 윈터 플로라, 리틀 플로라의 엄마. ■

- 세르쥬 플로라 : 룬룬의 짝사랑하던 남주인공. 30년이 지난 시점에서 세르쥬는 룬룬 플라워의 남편이자 스프링 플로라, 서머 플로라, 오텀 플로라, 윈터 플로라, 리틀 플로라의 아빠. ■

- 할아버지

- 할머니

- 플라워 국왕

- 플라워 왕비

### 악역
- 토게니시아 : 꽃가루 회오리를 일으키는 초능력으로 루미 일행을 날려버리는 능력. ■

- 야보키 : 원래는 너구리이자 토게니시아를 돕다가 꼬리가 들통나는 경우가 종종있어 지구인들을 기겁하게 될 것. ■

- 블랙 로즈 : 스프링 플로라의 라이벌이자 질투심을 가진 검은 요정. ■

## PV
- PV 제1탄
- PV 제2탄[1]